# Gun (mitologia chińska)
Gun – postać z mitologii chińskiej, ojciec cesarza Yu. W zależności od wersji podania, uważano go za potomka Żółtego Cesarza, syna Zhuanxu lub Baima.
Zgodnie z treścią mitu za czasów cesarza Yao na ziemię spadł wielki potop. Doradcy cesarza wskazali Guna jako osobę zdolną do powstrzymania wód potopowych i ostatecznie powierzono mu to zadanie, pomimo sprzeciwu władcy. Według oficjalnej historiografii utrzymanej w duchu konfucjańskim, podanej m.in. w Zapiskach historyka Sima Qiana, Gun miał być osobnikiem o niskich przymiotach umysłowych, zarozumiałym i okrutnym. Przez dziewięć lat nie mógł sobie poradzić z powierzonym mu zadaniem; usypywane pod jego nadzorem wały przeciwpowodziowe okazywały się nietrwałe. Ostatecznie rozwścieczony z powodu niekompetencji Guna cesarz nakazał zesłać go na górę Yushan, gdzie ścięto mu głowę. Z wodami potopu poradził sobie dopiero syn Guna, Yu.
Mimo pogardliwego obrazu Guna w oficjalnej historiografii, w mitach ludowych jest on przedstawiany jako bohater i wybawca ludzkości. Zgodnie z ich treścią Gun współczując ludziom zmagającym się bezskutecznie z wodami potopu schodzi na ziemię, a następnie wykrada władcy niebios magiczną grudkę ziemi zwaną xirang, która rozrastając się tworzy góry i wzgórza odgradzające wody potopowe. W ludowej wersji opowieści Gun ostatecznie w ramach kary za kradzież magicznej grudki z rąk Zhuronga również ponosi śmierć na górze Yushan, a wody potopu na rozkaz władcy niebios ponownie rozlewają się po ziemi i zostają powstrzymane przez Yu.